# 日本FM聯盟
JAPAN FM LEAGUE（ジャパン エフエム リーグ；簡稱JFL），即「日本FM聯盟」，是日本的私營FM廣播電臺所組成的廣播聯播網之一。成立於1993年10月1日，目前有5個成員台，分別為FM North Wave、J-WAVE、ZIP-FM、FM802、CROSS FM。相對於日本其他的廣播聯播網，其無核心局的概念，節目聯播的情況不多，僅由J-WAVE擔任實際的幹事台，各成員台的自主性相對較大。

## 外部連結
- link（FM NORTH WAVE）
- JAPAN FM LEAGUE link（J-WAVE）（页面存档备份，存于）
- JAPAN FM LEAGUE link（ZIP-FM） （页面存档备份，存于）
- JAPAN FM LEAGUE link（FM802）
- JAPAN FM LEAGUE link（CROSS FM）